# نیکولا پیووانی
نیکولا پیووانی (انگلیسی: Nicola Piovani؛ زادهٔ ۲۶ مهٔ ۱۹۴۶) نوازنده پیانو، و آهنگساز اهل ایتالیا است.
از جمله فیلم‌های او می‌توان به ای پادشاه، زندگی عجیب است، دوستان صمیمی، تو می‌خندی، سوءاستفاده‌های یک دون ژوان جوان و اتاق‌خواب‌ها اشاره کرد.
وی همچنین برنده جوایزی همچون جایزه اسکار بهترین موسیقی فیلم شده‌است.